# PCH Cavernoso II
A Pequena Central Hidrelétrica Cavernoso II está sendo construída pela Companhia Paranaense de Energia na região central do Paraná, entre os municípios de Virmond e Candói.
Terá 19 megawatts de potência instalada e investimentos estimados em cerca de R$ 120 milhões. A previsão de início de operação da futura PCH é para o começo de 2013. 

## Características técnicas
A nova usina terá barragem de terra – vertedouro soleira livre em concreto convencional – com aproximadamente 540 metros de comprimento e altura máxima de 18 metros. O circuito hidráulico, ou seja, o caminho da água até a casa de força – onde serão instaladas três unidades geradoras de 6,5 megawatts cada – será constituído por um canal de adução e tomada d’água seguida de um túnel com cerca de 800 metros de comprimento e 6 metros de diâmetro.
O reservatório da PCH Cavernoso II irá ocupar uma área de cerca de 43 hectares. Além disso, haverá também uma Área de Preservação Permanente, que será mantida pela Copel, de 56 hectares.